# یواس‌اس رمسدن (دی‌ئی-۳۸۲)
یواس‌اس رمسدن (دی‌ئی-۳۸۲) (به انگلیسی: USS Ramsden (DE-382)) یک کشتی بود که طول آن ۳۰۶ فوت (۹۳ متر) بود. این کشتی در سال ۱۹۴۳ ساخته شد.